# 도깨비 디나루
도깨비 디나루는 산세리프형의 비트맵 글꼴 중 하나로, 한글도깨비에서 사용된 글꼴이다. 이 글꼴은 이름과는 다르게 나루체보다 고딕체에 더 가깝다. 때문에 많은 프로그램에서 이 글꼴을 고딕으로 명명하는 경우가 많았다. 그러나 이러한 문제점에도 불구하고 깔끔하고 가독성이 높아 한글을 사용하는 도스 기반의 수많은 응용 소프트웨어에서 사용되었다.

## 비슷한 글꼴
- 한/글 초기부터 사용되어온 비트맵 고딕체가 도깨비 디나루와 비슷하다.
- 컴퓨터 통신 단말기 에뮬레이터 중 하나인 이야기에 사용된 둥근모꼴이 도깨비 디나루와 비슷하다. 다만, 둥근모꼴의 획이 동글동글한 것과는 대조적으로 도깨비 디나루는 획이 각져 있다.